# Інтраанулярна група

Інтраанулярна група

Інтраанулярна група (рос. интрааннулярная группа, англ. intraannular group) — група в гомокаліксарені, що розташована всередині плоского кільця молекули. Це групи Y в гомо-калікс[4]арені з полярними замісниками X та Y.
Інтраанулярний зв'язок — зв'язок між атомами C, спрямований у середину циклу завдяки характерним для середніх циклів конформаціям, що, зокрема, зумовлює трансанулярну взаємодію відповідних атомів.